# Sphagnum sehnemii
Sphagnum sehnemii är en bladmossart som beskrevs av H. Crum 1987. Sphagnum sehnemii ingår i släktet vitmossor, och familjen Sphagnaceae. Inga underarter finns listade i Catalogue of Life.